# Chris Barber

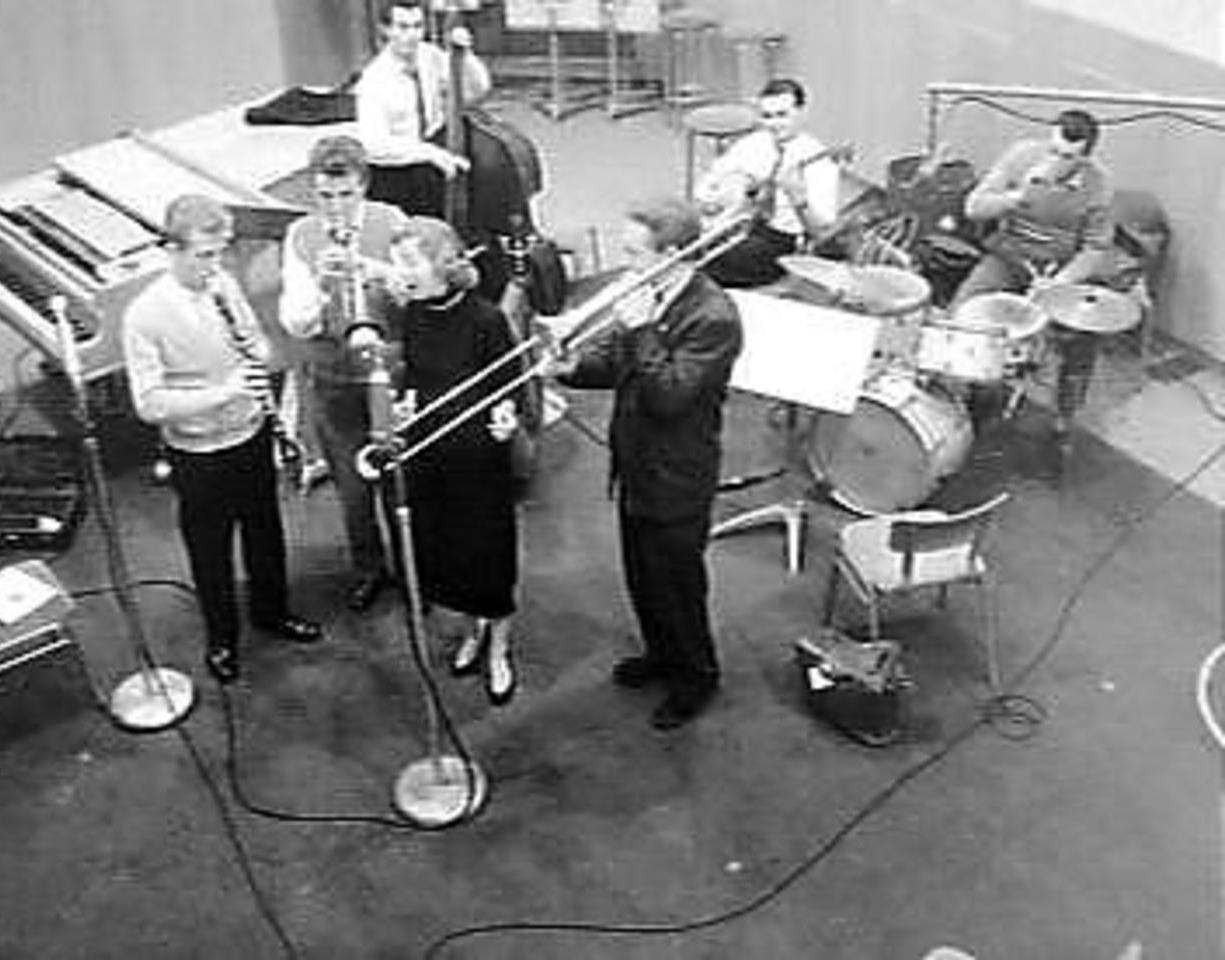
Chris Barber Band (The Netherlands, Febr. 1957)

Donald Christopher Barber (Welwyn Garden City, 17 de abril de 1930 - Welwyn Garden City., 2 de marzo de 2021) fue un músico de jazz, trombonista y director de orquesta británico. Además de conseguir un buen número de éxitos en el Reino Unido en el campo del jazz tradicional, tuvo una colaboración decisiva en la carrera musical de artistas como Lonnie Donegan, junto al que popularizó en Gran Bretaña el género skiffle durante los años 50, debido a la versión que juntos publicaron del tema "Rock Island Line". Sus colaboraciones con Donegan y, más tarde, con Alexis Korner hicieron de Barber una figura fundamental del rhythm and blues británico y posteriormente, en los años 60, del auge la "música beat".

## Biografía
Barber nació en Welwyn Garden City, Hertfordshire y se educó en el Hanley Castle Grammar School de Malvern, Worcestershire, hasta los quince años, después paso al St Paul's School en Londres y al Guildhall School of Music.
Formó junto al clarinetista Monty Sunshine su primera banda en 1953, que contó también con el músico Ken Colyer. La banda comenzó a tocar Dixieland y más tarde pasaron al ragtime, Swing, Blues y R&B. Pat Halcox sustituyó a Colyer en 1954 cuando este dejó la banda debido a diferencias musicales con el resto de músicos. La banda pasó a llamarse "The Chris Barber Band".
En abril de 1953 la banda viajó a Copenhague, donde grabaron con el músico islandés Chris Albertson para el nuevo sello discográfico danés, Storyville. En 1959, la versión del tema de Sidney Bechet, "Petite Fleur", con un solo de clarinete a cargo de Monty Sunshine con Barber al bajo, permaneció veinticuatro semanas en la lista UK Singles Charts, alcanzando el número 3 y vendiendo más de un millón de copias, siendo certificado disco de oro. A partir de 1959 comenzaron a salir de gira por Estados Unidos (donde "Petite Fleur" había llegado al número 5 de las listas de éxitos).
A final de los años 50 y comienzos de los 60, Barber fue responsable de las giras británicas de artistas como Big Bill Broonzy, Sonny Terry, Brownie McGhee y Muddy Waters. Este hecho, junto con el aliento de entusiastas locales como Alexis Korner y John Mayall, fue una importante fuente de inspiración para jóvenes artistas como Peter Green, Eric Clapton y los Rolling Stones. El rhythm and blues británico fue el precursor del movimiento conocido como Invasión británica a mediados de la década de los 60. En 1963 tuvo lugar un concierto en el Alexandra Palace que reunió a los artistas más importantes del jazz tradicional en el Reino Unido, entre los que se encontraban George Melly, Diz Disley, Acker Bilk, Alex Welsh, Kenny Ball, Ken Colyer, Monty Sunshine, Bob Wallis, Bruce Turner, Mick Mulligan y el propio Barber.
Barber sorprendió al público más tradicional al incluir en su banda al guitarrista de blues John Slaughter, que permaneció en la banda, salvo en algunas etapas, hasta su fallecimiento en 2010. Barber también añadió un segundo clarinetista/saxofón, para 1999 la banda estaba formada por once miembros en vez de los seis de los que se compone una banda tradicional en Nueva Orleans.
En 2017 la formación estaba compuesta por Chris Barber y Bob Hunt (trombones); Mike Henry y Pete Rudeforth (trompetas), Bert Brandsma, Nick White e Ian Killoran (clarinetes, saxofón alto, saxofón tenor, saxofón barítono). John Watson (batería), John Day (contrabajo) y Joe Farler (banjo y guitarra). Pat Halcox, trompetista de la banda desde el 31 de mayo de 1954 se retiró el día 16 de julio de 2008. Halcox y Barber estuvieron juntos en la banda durante 54 años, las más larga asociación de dos músicos en la historia del jazz, superando a Duke Ellington y Harry Carney, que permanecieron juntos 48 años. Tony Carter también dejó la banda al mismo tiempo y Vic Pitt (contrabajo) se retiraría en enero de 2007 tras permanecer 30 años en la formación.
En junio de 2007 Barber apareció como parte de la sección de viento en un concierto de Nick Lowe. En 2008 Barber, junto con Eric Clapton y varios artistas más fundaron una cooperativa discográfica, Blues Legacy. 
En 2014, Barber publicó su autobiografía Jazz Me Blues escrita junto a Alyn Shipton.

## Discografía seleccionada

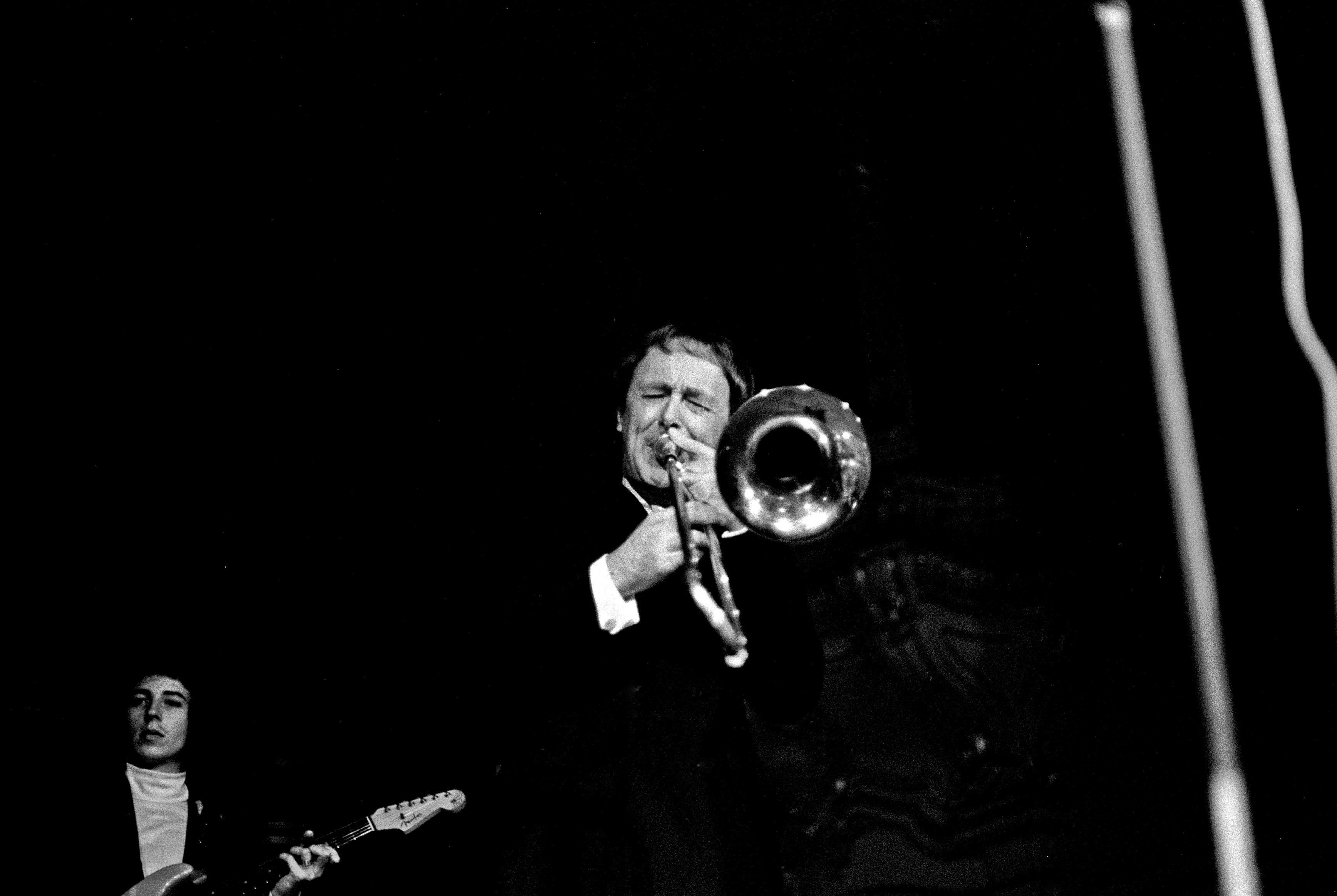
Chris Barber, 1972

- New Orleans Joys Chris Barber Jazz Band, with Lonnie Donegan Skiffle Group, 1954
- Bestsellers: Chris Barber & Papa Bue's Viking Jazzband, 1954
- Original Copenhagen Concert, (live) 1954
- Chris Barber in Concert, (live) 1956
- Chris Barber Plays, Vol. 1, 1955
- Chris Barber Plays, Vol. 2, 1956
- Chris Barber Plays, Vol. 3, 1957
- Chris Barber Plays, Vol. 4, 1957
- Chris Barber in Concert, Vol. 2, (live) 1958
- "Petite Fleur", 1958
- Chris Barber American Jazz band, 1960
- In Budapest, 1962
- Louis Jordan Sings, 1962
- Live in East Berlin, 1968
- Chris Barber & Lonnie Donegan, 1973
- Golden Hour of Chris Barber and his jazz Band featuring Vocals by Ottilie Patterson and Clarinet by Monty Sunshine , 1974
- Echoes of Ellington, Vol. 1, 1976
- Echoes of Ellington, Vol. 2, 1976
- Echoes of Ellington, 1978
- Take Me Back to New Orleans, 1980
- Concert for the BBC, 1982
- Copulatin' Jazz: The Music of Preservation Hall, 1993
- Live at the BP Studienhaus, 1997
- Cornbread, Peas & Black Molasses, (live) 1999
- The Big Chris Barber Band with Special Guest Andy Fairweather Low: As We Like It, 2009
- Chris Barber's Jazz Band, Chris Barber 1957–58, 2009
- The Chris Barber Jazz & Blues Band, Barbican Blues, 2009
- The Big Chris Barber Band, Barber At Blenheim, 2009
- Chris Barber's Jazz Band with Sonny Terry & Brownie McGhee, Sonny, Brownie & Chris, 2009
- Chris Barber Memories Of My Trip, 2011